# 214487 Баранівка
214487 Баранівка (214487 Baranivka) — астероїд головного поясу, відкритий 29 жовтня 2005 року.
Тіссеранів параметр щодо Юпітера — 3,181.